# Axelle Kabou
Axelle Kabou (sinh năm 1955) là một nhà báo, tác giả và chuyên gia phát triển người Cameroon. Cô học kinh tế và truyền thông và đang làm việc cho viện trợ phát triển. Cuốn sách năm 1991 của cô Et si l'Afrique refusait le Developpement (Và nếu Châu Phi phủ nhận sự phát triển?) Là nổi tiếng và được thảo luận. Nó đã kiểm tra sự không sẵn lòng và không có khả năng của người châu Phi và giới thượng lưu châu Phi để phát triển lục địa này vào tay họ mà không cần dựa vào viện trợ nước ngoài.
Ngày nay, nhiều trí thức châu Phi khác nhau như Roger Tagri, George Ayittey, Andrew Mwenda, James Shikwati và Chika Onyeani đồng ý với phân tích của bà, Robert Mugabe là một trong những ví dụ nổi bật nhất của sự chỉ trích. Cuốn sách đã được dịch sang tiếng Đức . Nó tăng cường sự chỉ trích mạnh mẽ của Brigitte Erler  chống lại các khái niệm viện trợ nước ngoài cổ điển của Đức.
Theo Kabou, viện trợ phát triển cổ điển kết hợp sự ngây thơ và sẵn sàng hỗ trợ các nhà cai trị địa phương. Các diễn viên chính là người nước ngoài, họ cho rằng các nạn nhân luôn là người da đen. Whitewash, cớ và bào chữa phục vụ để kết nối nhân viên cứu trợ nước ngoài và những người cai trị tham nhũng địa phương trong một nghi lễ chung vô dụng.